# 文兴宇
文興宇（1941年8月6日—2007年7月30日），回族，辽宁省丹东市人，中國大陸電影和話劇導演和著名喜劇演員，畢業於中央戲劇學院表演系。20世紀90年代初曾主演中國大陸第一部電視情景喜劇《我愛我家》。

## 生平
文興宇出生在滿洲帝國時期安東省安東市，祖籍山東省，中學時期的文興宇畢業於北京101中學，學習成績優異，並且是文藝骨幹分子。1960年進入中央戲劇學院表演系學習，1963年畢業後成為中央實驗話劇院的演員，曾任中央實驗話劇院副院長。1970年代後期至80年代從事話劇導演。
1977年5月23日，文興宇參與演出的諷刺話劇《楓葉紅了的時候》，在中國青年藝術劇院舉行了的首演。話劇的公演引起反響，被看做是文化大革命動亂結束後戲劇復甦的發端之作。
20世紀80年代，文興宇一直在話劇院擔任執行導演，這期間導演了大量話劇，包括《大風歌》、《阿Q正傳》、《靈與肉》、《哥們兒折騰記》等。
1983年，文興宇在《鍋碗瓢盆交響曲》中扮演“瘦高挑兒”。
1987年，文興宇第一次導演了電視劇《從前的故事》。
1989年，文興宇導演了話劇作品《靈與肉》，裏面文興宇所應用到新的拍攝技術，及話劇內容的表現方法。
1989年，文興宇導演了他的最後一部話劇——《都市牛仔》，此後便開始去拍攝電視劇。
1992年，文興宇第一次與導演林叢合作，演出電視劇《愛你沒商量》。
1993年初，文興宇收到其主演電視劇《我愛我家》的邀請。最早他有些猶豫然後跟英達説，自己可以試試並努力去演，但如果幾集下來不行就把自己換掉 。1994年，由文興宇等主演的中國大陸第一部情景喜劇《我愛我家》播出後，成為重播率非常高的著名電視劇。劇中帶有官腔的沙啞的“爺爺腔”是文興宇獨創的，剛進劇組的時候，他逢人就扯着嗓子喊，後來人們才知道，他是為了塑造“傅明老人”這一角色才故意練習的。
1995年，文興宇在電視劇《西部警察》裏扮演一個老警察，這個角色幾乎沒有喜劇色彩 。
1997年，文興宇出演愛情電影《愛情麻辣燙》，這部電影獲得了日本第11屆東京國際電影節最佳影片提名和第18屆中國電影金雞獎最佳處女作獎。
1998年，他執導了一部講述電腦知識的情景喜劇《電腦之家》，文興宇在開始籌備自己的新戲《電腦之家》時，他不但找來英壯擔任編劇，並讓他親自出演劇中的男一號。文興宇在拍攝中讓英壯的表演能力得到釋放，為英壯成為喜劇演員奠定了基礎 。
1999年，由趙寶剛執導的電視劇《永不瞑目》中，文興宇出演了女主角“歐慶春”的父親。 
2000年，文興宇執導並領銜主演了電視劇《活個精神頭兒》，這是一部專門為老年人而寫的20集電視系列生活喜劇，合作演員有李丁、英若誠、秦怡、葛存壯、宋丹丹等人。同年，與周立波等共同出演情景喜劇《家裏比較煩》。 
2000年初，文興宇作爲主持人參與了2000年中國中央電視台春節聯歡晚會，同時他和蔡明、句號搭檔表演了小品《愛笑的女孩》。 
2002年，執導並領銜主演喜劇類電視劇《高老頭奇遇記》。
2003年，文興宇出演了34集電視劇《爸爸叫紅旗》，在中國眾多城市電視台開播。同年文興宇再度與關凌合作，參演喜劇電視劇《迷人大院》。
2004年，文興宇客串演出了由林叢執導的中國情景喜劇《家有兒女》，文興宇在劇中飾演“爺爺”夏祥。
2005年，參演由英達執導的賀歲系列電視劇《丁香花開》。 
2006年，文興宇將出演品牌賀歲劇《十全十美之有夢年代》，並擔任核心演員。 
2007年7月30日清晨5點15分因罹患肺癌在北京市逝世，享壽65歲。

## 作品

### 导演
- 话剧：《大风歌》《灵与肉》《阿Q正传》
- 电视剧：《城市稻草人》《电脑之家》《活个精神头儿》

### 演出
- 话剧：《枫叶红了的时候》《灵与肉》
- 电影：《爱情麻辣烫》《天涯歌女》《家里比较烦》《新年梦想曲》《我爱我车》《丁香花开》《西部警察》《生命烈火》
- 电视剧：《我爱我家》《西部警察》《家有儿女》《永不瞑目》《旅“奥”一家人》《高老头奇遇记》《迷人大院》《两家人》
- 小品：《爱笑的女孩》 《钟点妈》